# Myrtillocactus schenckii
Myrtillocactus schenckii är en kaktusväxtart som först beskrevs av J.A. Purpus, och fick sitt nu gällande namn av Nathaniel Lord Britton och Joseph Nelson Rose. Myrtillocactus schenckii ingår i släktet Myrtillocactus och familjen kaktusväxter. Inga underarter finns listade i Catalogue of Life.

## Bildgalleri

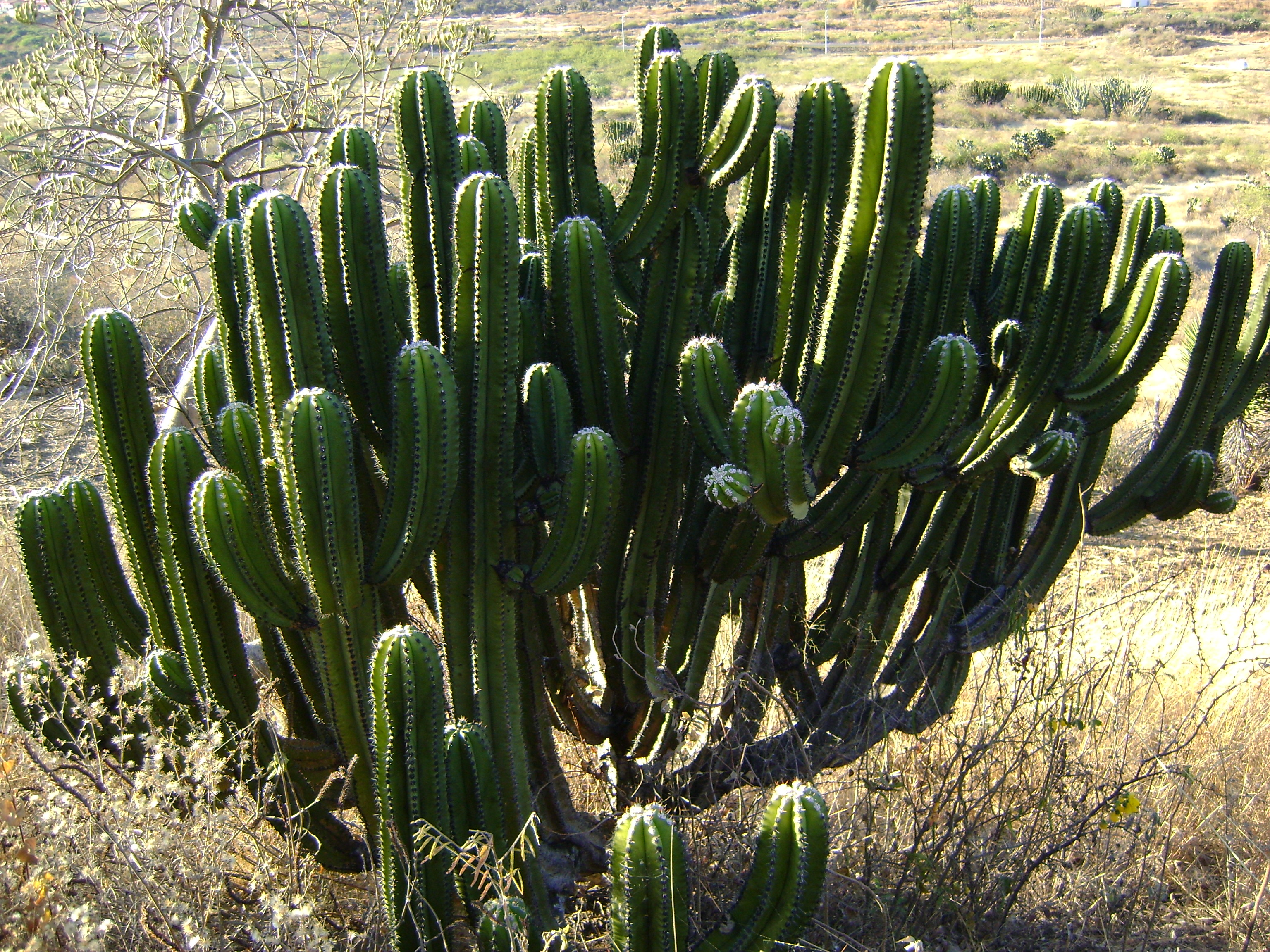